# 约瑟普·斯塔尼希奇
约瑟普·斯塔尼希奇（發音：[jǒsip stǎniʃitɕ]；2000年4月2日—）是一位克罗地亚足球运动员，現効力德甲俱乐部拜仁慕尼黑，克罗地亚国家足球队成員。于场上司职后卫。

## 俱乐部生涯
斯塔尼希奇早在10岁之前便效力于出生地俱乐部、当时仍处于德乙作赛的慕尼黑1860，并一直留在那里到2015年夏天。至15岁时，他转投邻镇的菲斯滕费尔德布鲁克。仅仅一年半后，即2017年1月，他又被德甲班霸拜仁慕尼黑的青年队签入。然而，斯塔尼希奇在备战赛季下半程时不慎脚踝骨折，导致赛季报销，也因此而错过了随队赢得德国17岁以下足球锦标赛冠军的机会。
2017年夏天，伤愈复出的斯塔尼希奇在尚未代表U-17梯队打过一场比赛的情况下便被提拔至拜仁U-19梯队。他在那里很快便赢得了主力位置，但在冬季再次由于受伤而缺席了很长一段时间。对于塞巴斯蒂安·赫内斯执教的U-19梯队而言，这个赛季难言成功：在联赛中，他们至U-19德甲联赛末轮遗憾失去了德国19岁以下足球锦标赛的参赛权；而在两项杯赛（欧洲青年联赛和德国青年足协杯）中，球队也早早遭到淘汰。
2018年夏天，斯塔尼希奇跟随拜仁职业队参加了季前集训，并在对阵巴黎圣日耳曼和尤文图斯的两场热身赛中登场。然而，他在日常仍继续代表U-19梯队作赛，并在其第二个赛季便担任该队队长。2019年1月，斯塔尼希奇不得不接受腹股沟手术，并缺席了数周。这个赛季，球队同样无缘德国19岁以下足球锦标赛（仅排名赛区第四），两项杯赛也提前结束。
至2019-20赛季，斯塔尼希奇加入了刚刚升入德丙联赛的拜仁业余队。他的指导教练塞巴斯蒂安·赫内斯亦是如此。在德丙联赛，斯塔尼希奇的身份最初是介乎于首发阵容和替补之间，但在赛季过程中，他还经历过三次较长的伤停时间。最终，他在38场联赛中出场18次，并随队加冕德丙冠军。恩师塞巴斯蒂安·赫内斯随后在夏天转投德甲俱乐部霍芬海姆，因此至2020-21赛季，斯塔尼希奇最初只能在新任主教练霍尔格·塞茨麾下枯坐替补席，但自深秋以来，他开始担任主力右后卫。鉴于数次长期伤患史，斯塔尼希奇直至2021年4月主场对阵柏林联盟的比赛中才作为左后卫首次代表职业队正式替补亮相。在接下来的三场德甲比赛中，他都入选一线队大名单，但均未获出场。他回到了拜仁二队，并随后者在赛季结束后从德丙降级。
2021-22赛季前夕，斯塔尼希奇获得了一份期至2023年6月30日届满的职业合同。在季前赛的表现给新任主教练尤利安·纳格尔斯曼留下深刻的印象的，他获准留在了一线队。随着邦雅曼·帕瓦尔受伤，斯塔尼希奇在右后卫位置上的出场顺位较布纳·萨尔和克里斯·理查兹更前，并多次出现在首发阵容中。2021年8月13日，即2021-22赛季德甲首轮以1比1战平普鲁士门兴格拉德巴赫的比赛中，他首发登场并司职右后卫。四天后，他再次入选首发阵容，帮助拜仁以3比1击败普鲁士多特蒙德夺得德国超级杯。9月14日，斯塔尼希奇又在客场3比0战胜巴塞罗那的比赛中上演欧冠首秀，于第82分钟替换尼卡拉斯·蘇利登场。
2023年8月20日，斯塔尼希奇租借加盟同为德甲俱乐部的拜耳勒沃库森，租借期為一年。

## 国家队生涯
斯塔尼希奇同时持有德国和克罗地亚的双重国籍，并于2018年决定为德国效力，这招致了克罗地亚足协的不满。后者随后暗示拜仁慕尼黑或斯塔尼希奇的顾问迪特尔·赫内斯在这方面对他产生了影响。2018年11月，斯塔尼希奇在亚美尼亚举行的四国邀请赛中代表德国U-19国家队参加了两场比赛。自那以后，他再未能入选任何级别的德国足协梯队。
在斯塔尼希奇于2021年夏天代表拜仁职业队稳定出场并广受好评后，他也重新成为国家队主教练选拔的焦点。这一次是德国足协处于劣势，斯塔尼希奇决定与为克罗地亚效力，并由克罗地亚U-21国家队主教练召入大名单，以参加9月举行的2023年欧洲U-21足球锦标赛的两场预选赛。然而，他在对阵芬兰和阿塞拜疆的两场比赛中都未能获得出场机会。不久之后，这位后场球员又得到克罗地亚成年组国家队主教练茲拉特科·达利奇的征召，以参加2021年10月举行、分别对阵塞浦路斯和斯洛伐克的两场2022年世界杯预选赛。10月8日，斯塔尼希奇在以3比0击败前者的比赛首发登场，完成国家队首秀。

## 成就
拜仁慕尼黑二队
- 德丙联赛冠军：2020年

拜仁慕尼黑
- 德甲冠軍：2020–21、2021–22、2022–23賽季
- 德国超级杯冠军：2021、2022年

 勒沃庫森
- 德甲冠軍：2023–24[34]
- 德国足协杯冠軍：2023–24[35]

## 私人生活
斯塔尼希奇出生于德国慕尼黑的一个克罗地亚移民家庭。他的父母来自克罗地亚东部、与波斯尼亚和黑塞哥维那接壤的城市斯拉沃尼亚布罗德。